# Saint-Aignan (Sarthe)
Saint-Aignan ist eine französische Gemeinde mit 246 Einwohnern (Stand: 1. Januar 2022) im Département Sarthe in der Region Pays de la Loire; sie gehört zum Arrondissement Mamers und zum Kanton Mamers. Die Einwohner werden Saint-Aignanais genannt.

## Geographie
Saint-Aignan liegt etwa 25 Kilometer nordnordöstlich von Le Mans. Umgeben wird Saint-Aignan von den Nachbargemeinden Marolles-les-Braults im Norden, Courcival im Nordosten, Jauzé im Osten, Briosne-lès-Sables im Südosten, Courcemont im Süden, Mézières-sur-Ponthouin im Westen und Südwesten sowie Dissé-sous-Ballon im Westen.

## Bevölkerungsentwicklung
| 1962                      | 1968 | 1975 | 1982 | 1990 | 1999 | 2006 | 2013 |
| ------------------------- | ---- | ---- | ---- | ---- | ---- | ---- | ---- |
| 390                       | 337  | 284  | 239  | 218  | 196  | 235  | 268  |
| Quelle: Cassini und INSEE |      |      |      |      |      |      |      |

## Sehenswürdigkeiten

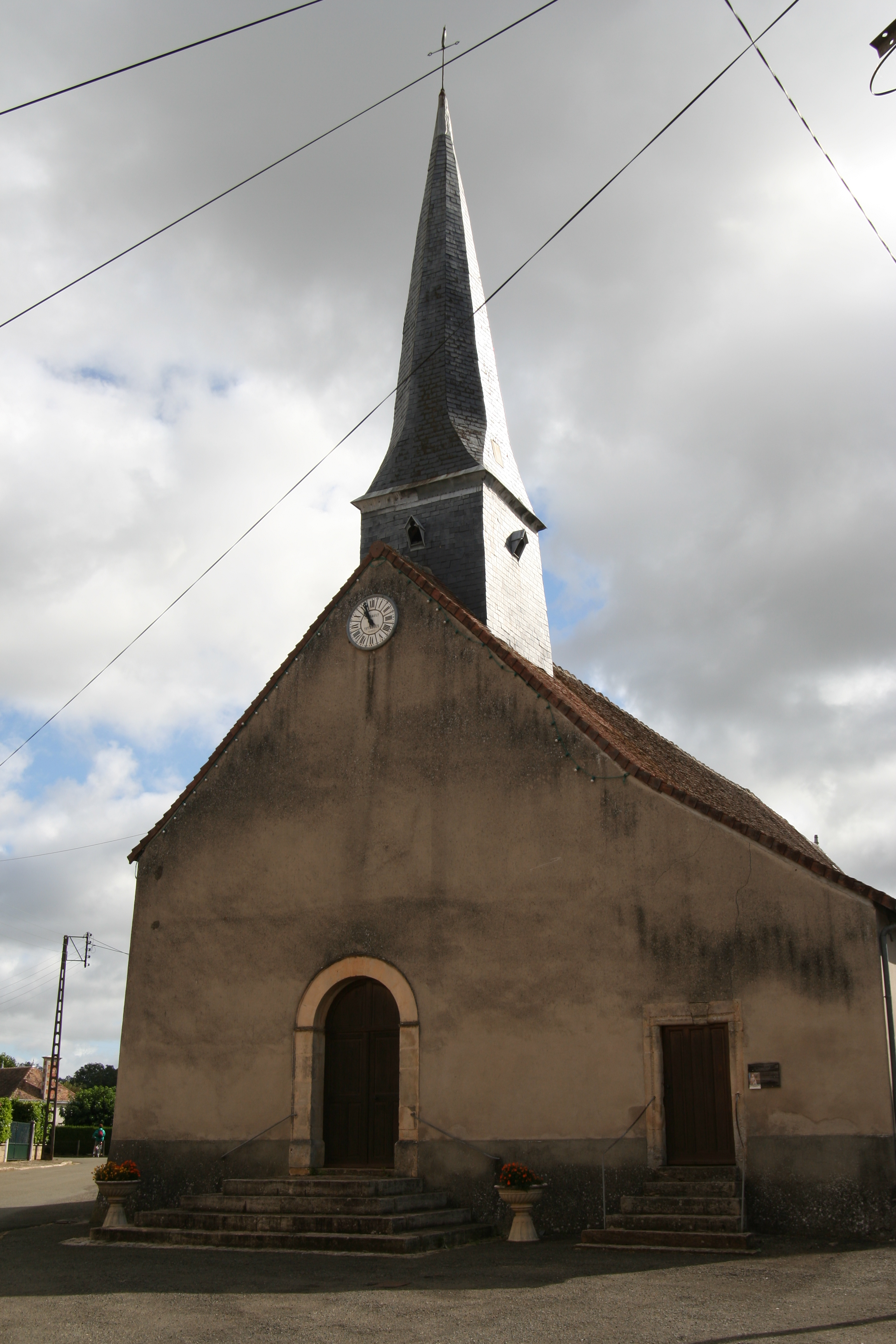
Kirche Saint-Aignan

- Kirche Saint-Aignan aus dem 12. Jahrhundert
- Schloss Saint-Aignan aus dem 15. Jahrhundert, seit 1988 Monument historique